# Phractura
Phractura es un género de peces actinopeterigios de agua dulce, distribuidos por ríos de África.

## Especies
Existen 13 especies reconocidas en este género:
- Phractura ansorgii Boulenger, 1902
- Phractura bovei (Perugia, 1892)
- Phractura brevicauda Boulenger, 1911
- Phractura clauseni Daget y Stauch, 1963
- Phractura fasciata Boulenger, 1920
- Phractura gladysae Pellegrin, 1931
- Phractura intermedia Boulenger, 1911
- Phractura lindica Boulenger, 1902
- Phractura longicauda Boulenger, 1903
- Phractura macrura Poll, 1967
- Phractura scaphyrhynchura (Vaillant, 1886)
- Phractura stiassny Skelton, 2007
- Phractura tenuicauda (Boulenger, 1902)